# Великобудська сільська рада
Великобу́дська сільська́ ра́да — адміністративно-територіальна одиниця та орган місцевого самоврядування в Герцаївському районі Чернівецької області. Адміністративний центр — село Велика Буда.

## Загальні відомості
- Населення ради: 2 619 осіб (станом на 2001 рік)

## Населені пункти
Сільській раді були підпорядковані населені пункти:
- с. Велика Буда
- с. Круп'янське
- с. Мала Буда

## Склад ради
Рада складалася з 16 депутатів та голови.
- Голова ради: Вакарашу Марія Михайлівна
- Секретар ради: Гнідан Юліана Михайлівна

### Керівний склад попередніх скликань
| Прізвище, ім'я, по батькові | Основні відомості                                                                                  | Дата обрання | Дата звільнення |
| --------------------------- | -------------------------------------------------------------------------------------------------- | ------------ | --------------- |
| Вакарашу Марія Михайлівна   | Сільський голова, 1969 року народження, освіта вища, позапартійна                                  | 26.03.2006   | 31.10.2010      |
| Вакарашу Марія Михайлівна   | Сільський голова, 1969 року народження, освіта вища, член Всеукраїнського об'єднання «Батьківщина» | 31.10.2010   |                 |

Примітка: таблиця складена за даними сайту Верховної Ради України

### Депутати
За результатами місцевих виборів 2010 року депутатами ради стали:

#### За суб'єктами висування
| Суб'єкт висування                 | Кількість обраних депутатів | %    |
| --------------------------------- | --------------------------- | ---- |
| Самовисування                     | 13                          | 81,3 |
| Політична партія «Сильна Україна» | 3                           | 18,8 |

#### За округами
| № округу                          | Прізвище, ім'я, по батькові      | Дата визнання обраним | Освіта  | Партійна приналежність                  | Відомості про обраного депутата                                                     |
| --------------------------------- | -------------------------------- | --------------------- | ------- | --------------------------------------- | ----------------------------------------------------------------------------------- |
| Політична партія «Сильна Україна» |                                  |                       |         |                                         |                                                                                     |
| 2                                 | Біля Верона Михайлівна           | 05.11.2010            | середня | член Політичної партії «Сильна Україна» | сільська лікарська амбулаторія с. Велика Буда, акушерка                             |
| 11                                | Андріоай Георгій Георгійович     | 05.11.2010            | середня | позапартійний                           | тимчасово не працює                                                                 |
| 14                                | Буздуга Лілія Мірчевна           | 05.11.2010            | середня | позапартійна                            | тимчасово не працює                                                                 |
| Самовисування                     |                                  |                       |         |                                         |                                                                                     |
| 1                                 | Келару Георгій Георгійович       | 05.11.2010            | вища    | позапартійний                           | сільська лікарська амбулаторія с. Велика Буда, лікар-стоматолог                     |
| 3                                 | Кіцук Марін Миколайович          | 05.11.2010            | середня | позапартійний                           | Великобудський НВК, оператор електроопалення                                        |
| 4                                 | Будяну Василь Васильович         | 05.11.2010            | середня | позапартійний                           | приватний підприємець                                                               |
| 5                                 | Гнідан-Тимофті Юліана Михайлівна | 05.11.2010            | вища    | позапартійна                            | Заставнівський РЦЗ, провідний спеціаліст — бухгалтер                                |
| 6                                 | Зегря Віолета Георгіївна         | 05.11.2010            | вища    | позапартійна                            | Глибоцьке відділення ФСС від нещасних випадків на виробництві, провідний спеціаліст |
| 7                                 | Петро Марія Іванівна             | 05.11.2010            | середня | позапартійна                            | тимчасово не працює                                                                 |
| 8                                 | Петро Маріяна Віорелівна         | 05.11.2010            | середня | позапартійна                            | Великобудська сільська рада, бухгалтер-касир                                        |
| 9                                 | Русу Іван Іванович               | 05.11.2010            | середня | позапартійний                           | Герцаївське лісництво, лісник                                                       |
| 10                                | Русу Лілія Костянтинівна         | 05.11.2010            | середня | позапартійна                            | Великобудська сільська рада, головний бухгалтер                                     |
| 12                                | Сопонару Єуженія Іванівна        | 05.11.2010            | середня | позапартійна                            | Круп'янський фельдшерсько-акушерський пункт, завідувачка                            |
| 13                                | Черчел Іван Васильович           | 05.11.2010            | середня | позапартійний                           | Круп'янський цегельний завод, працівник                                             |
| 15                                | Лішман Марія Георгіївна          | 05.11.2010            | середня | позапартійна                            | Великобудська сільська рада, спеціаліст ІІ категорії                                |
| 16                                | Герман Григорій Григорович       | 05.11.2010            | середня | позапартійний                           | Герцаївський РУСЕ «Укртелеком», електромонтер цеху № 10                             |